# 布尔萨考古博物馆
布尔萨考古博物馆 (土耳其語：Bursa Arkeoloji Müzesi）是土耳其布尔萨的一个博物馆，展出在布尔萨省及周边地区发现的考古文物。

## 画廊

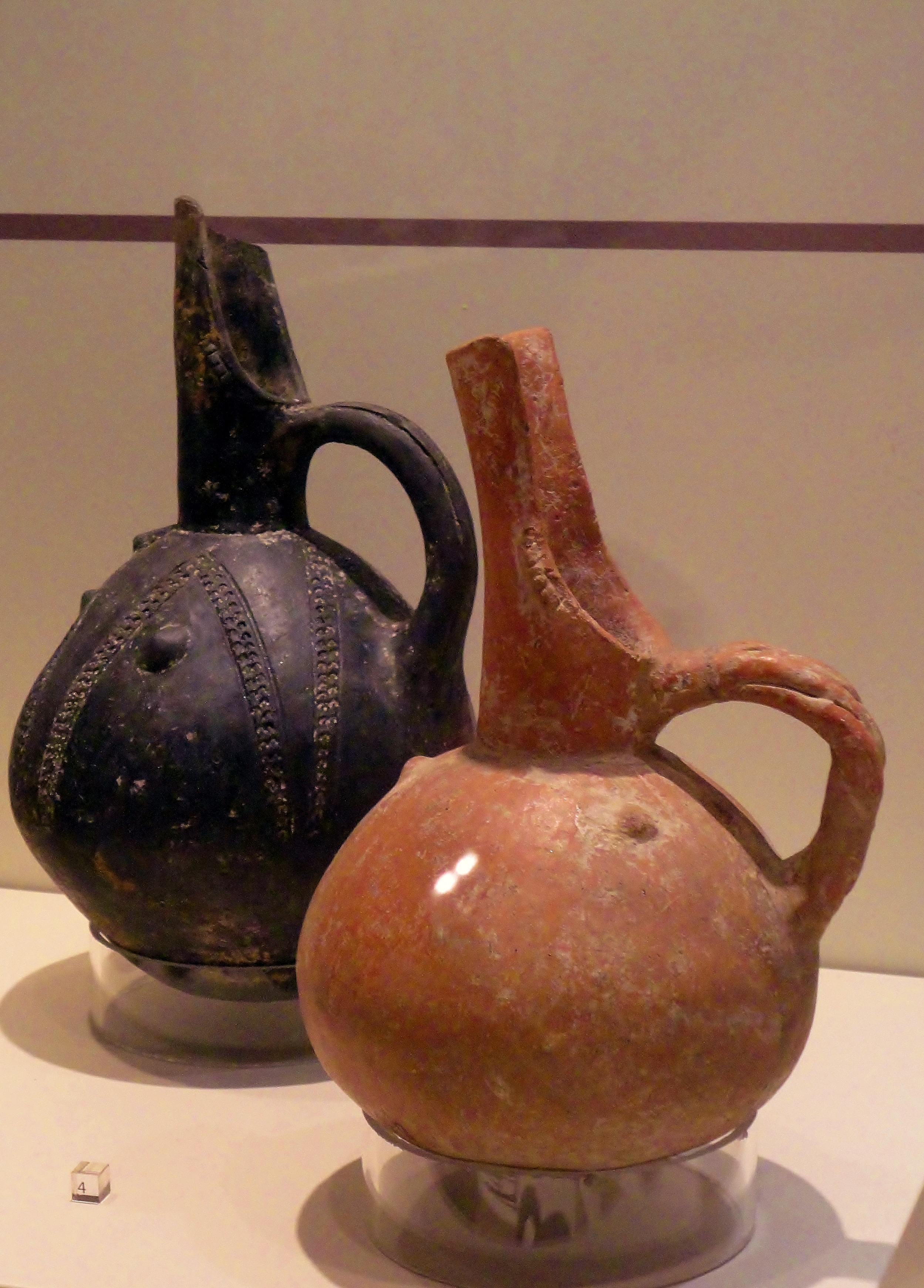
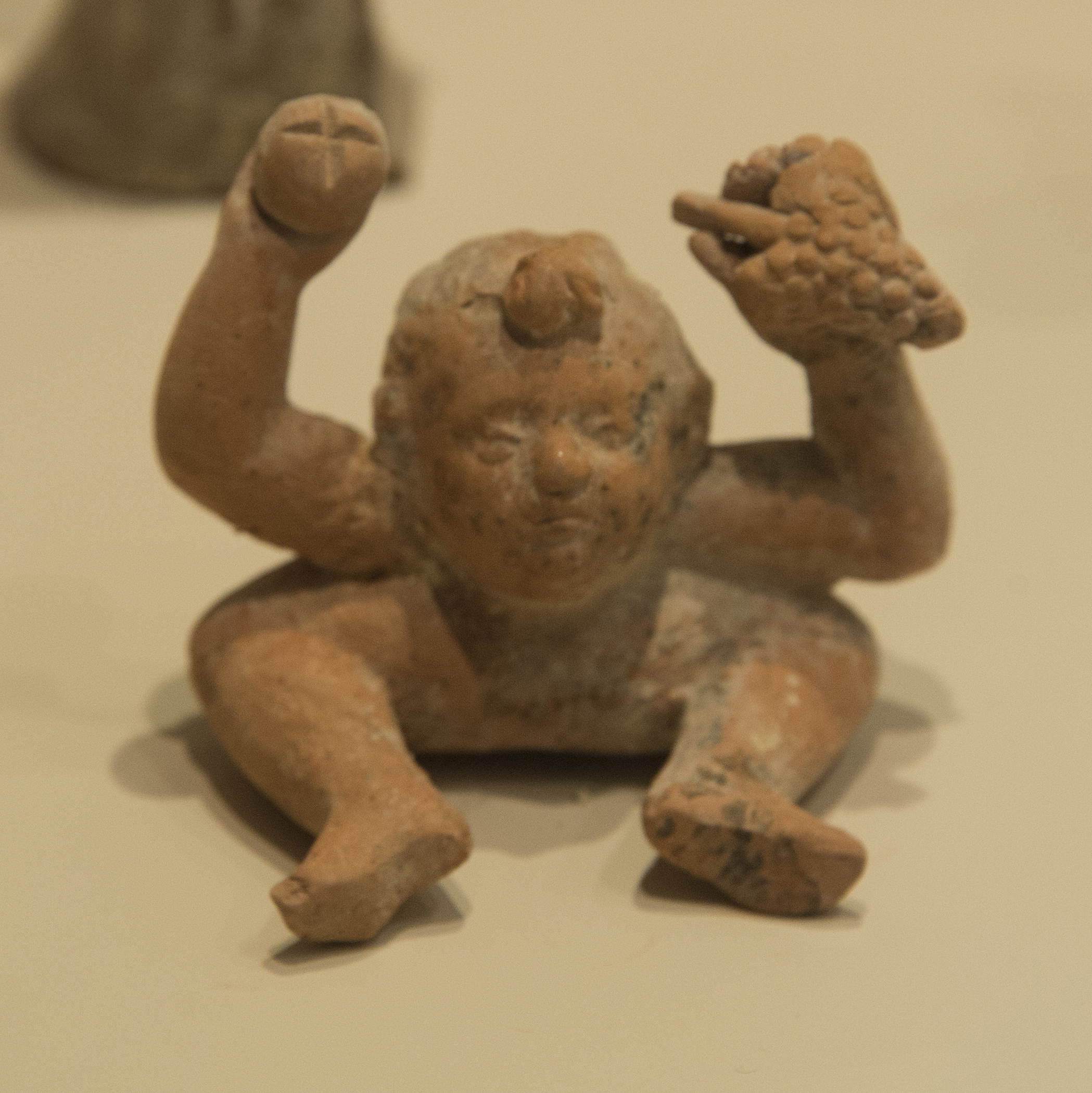
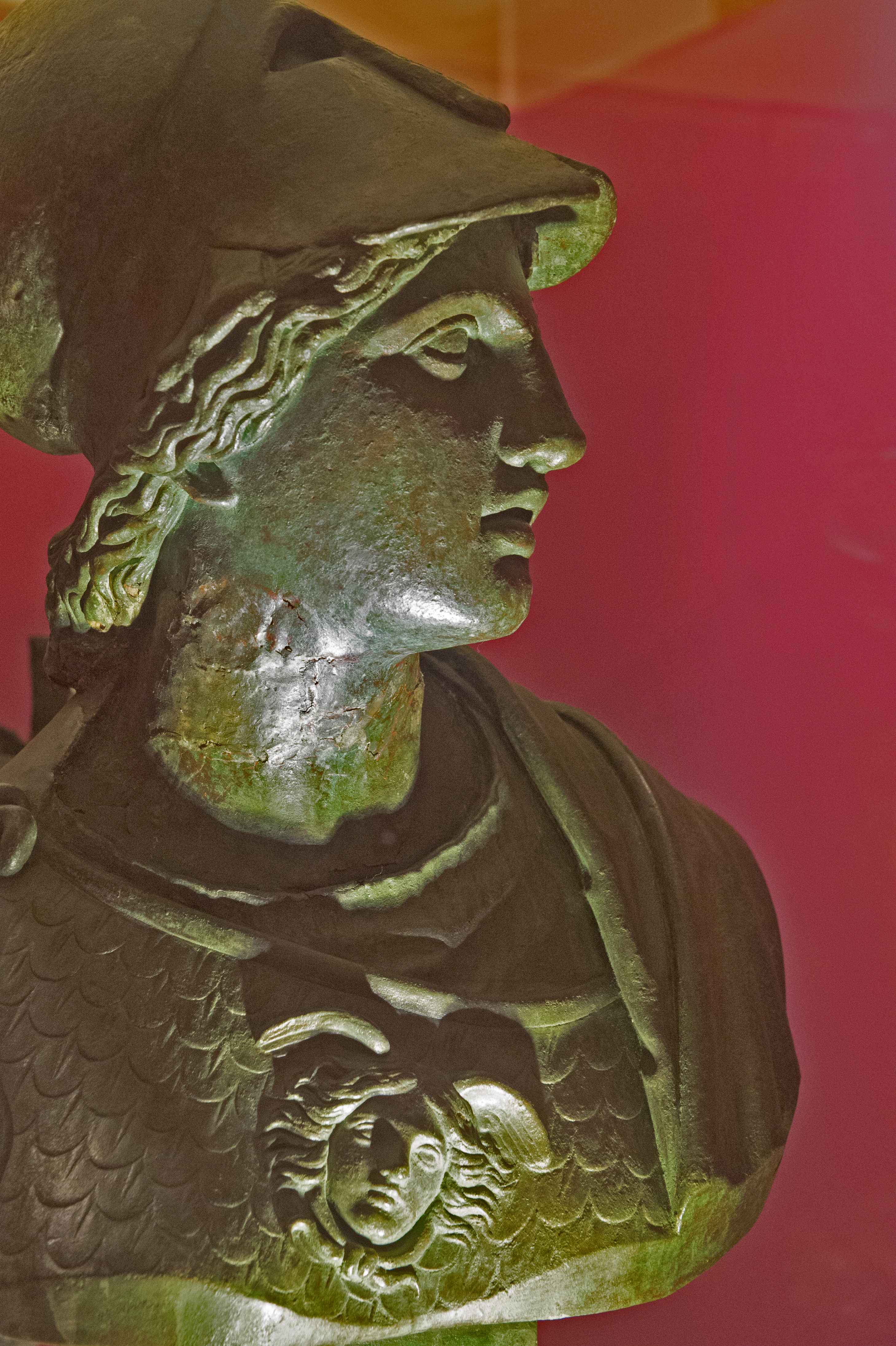
雅典娜
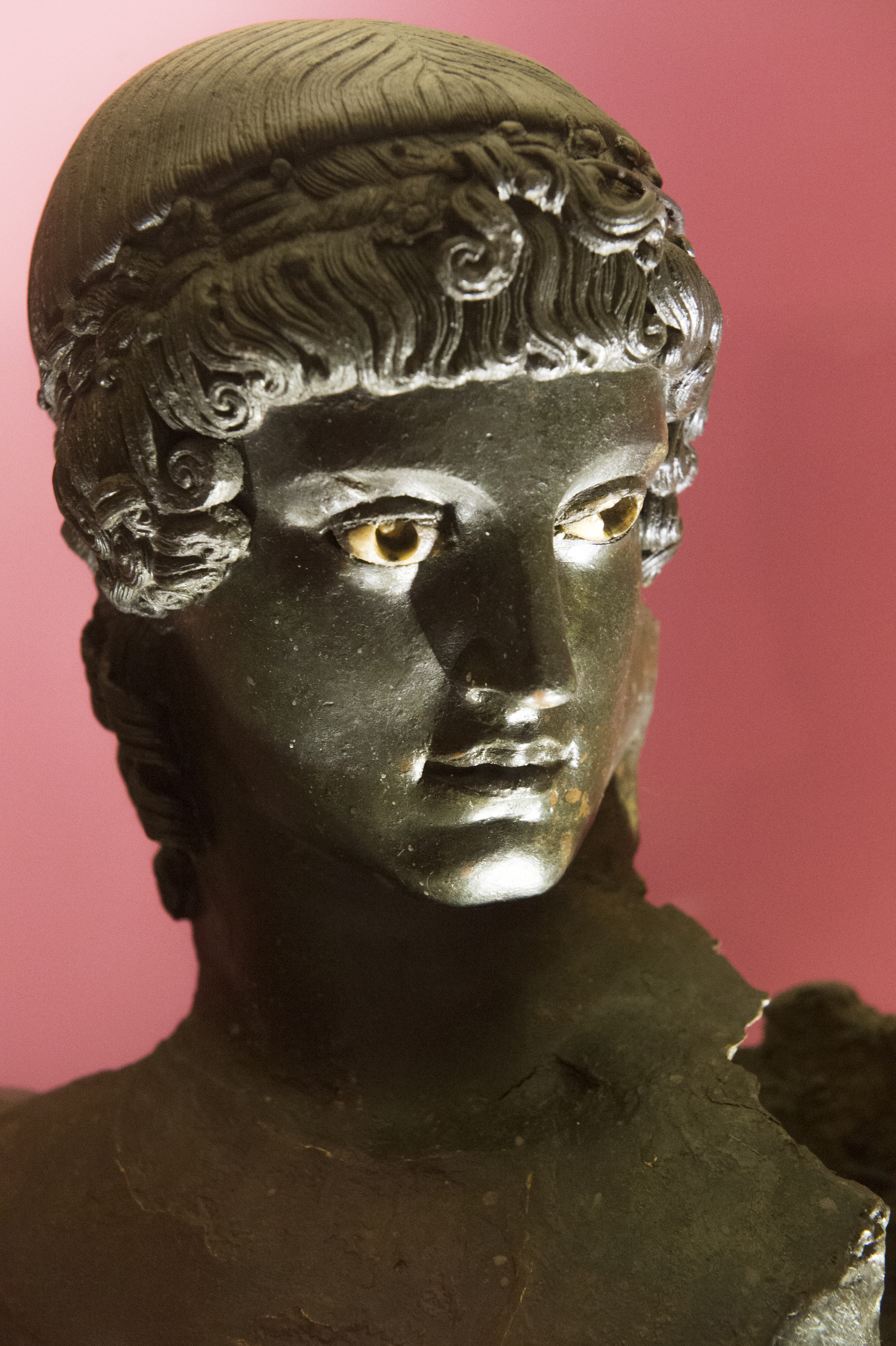
阿波罗
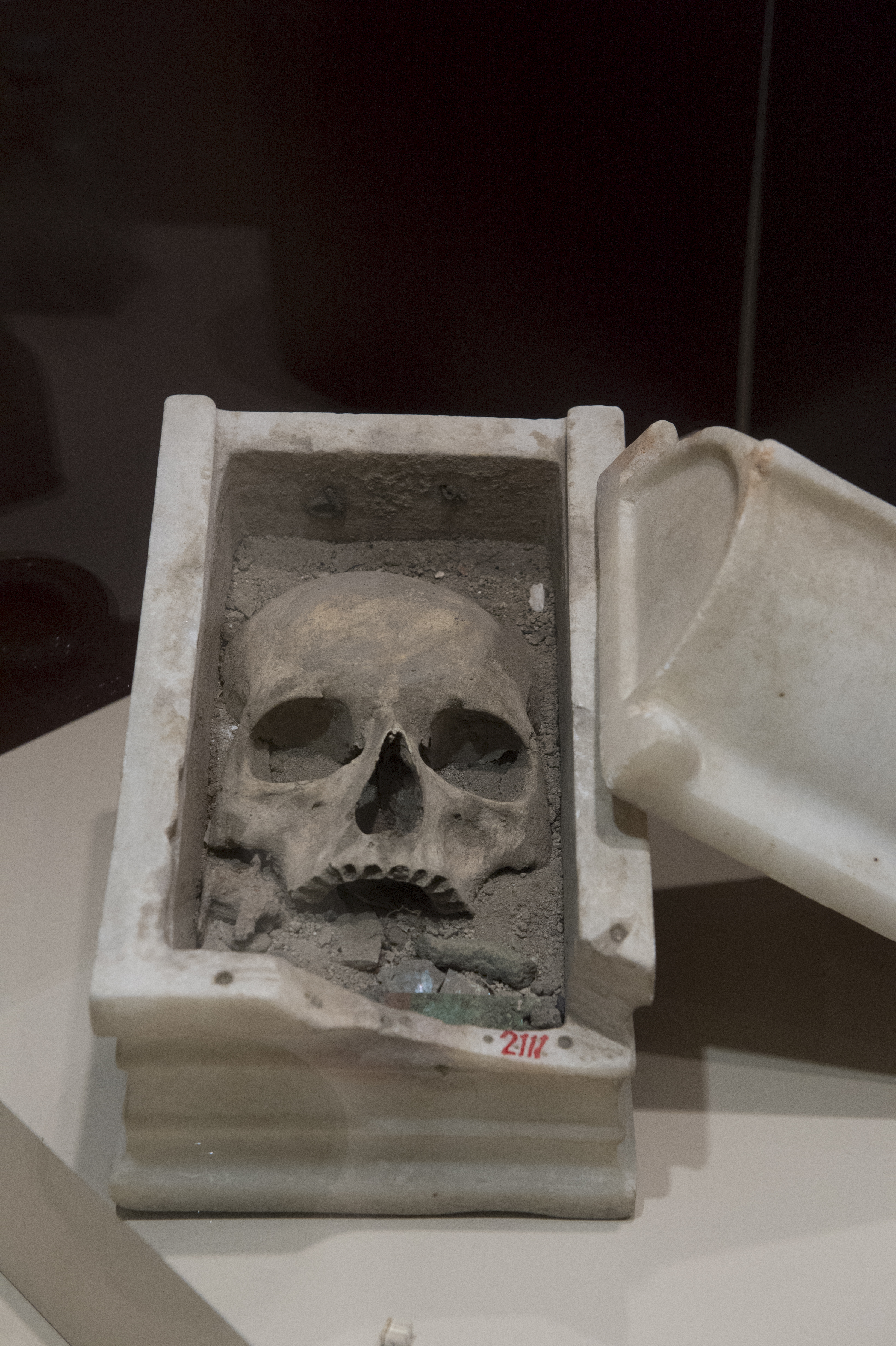
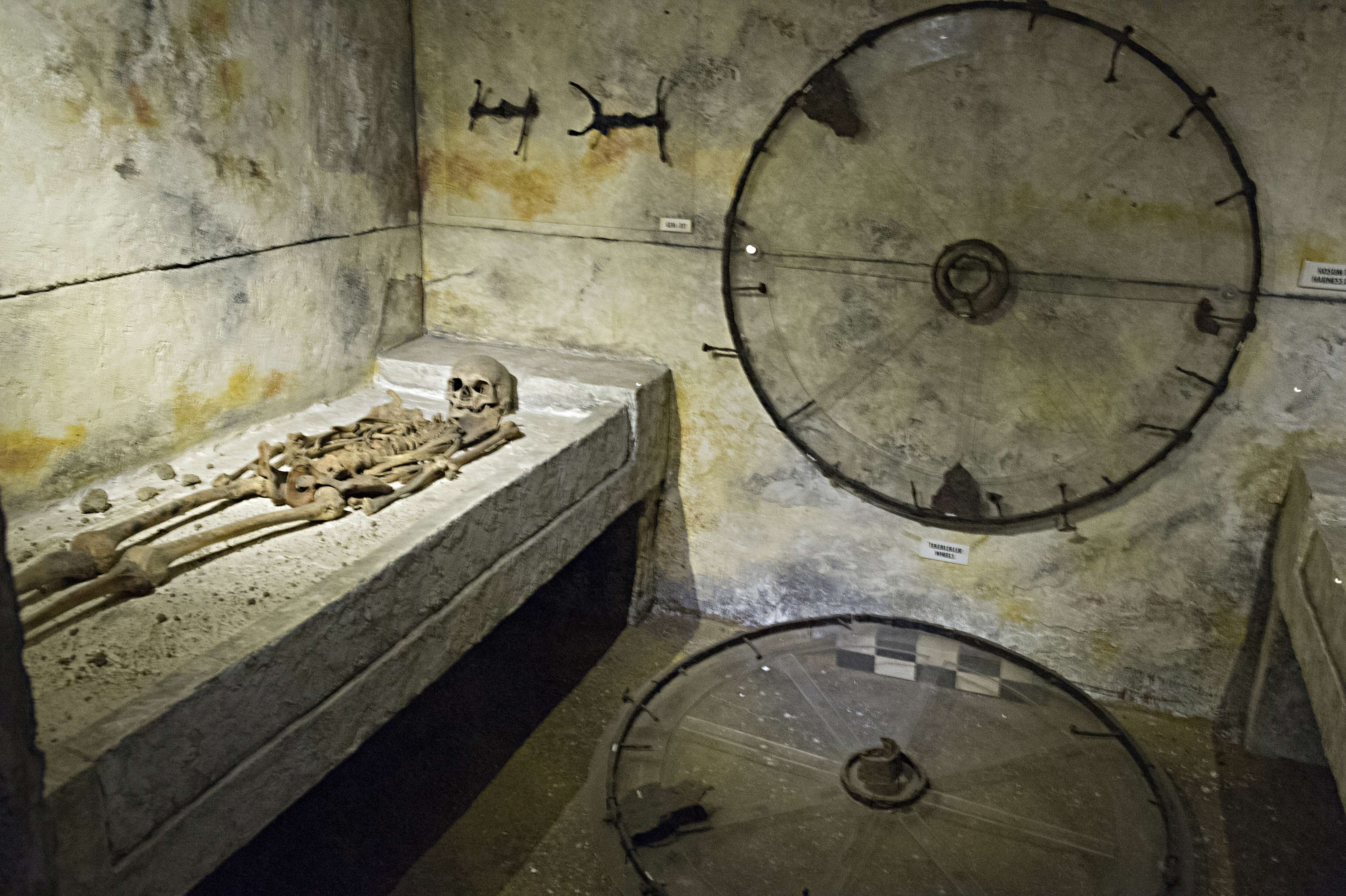
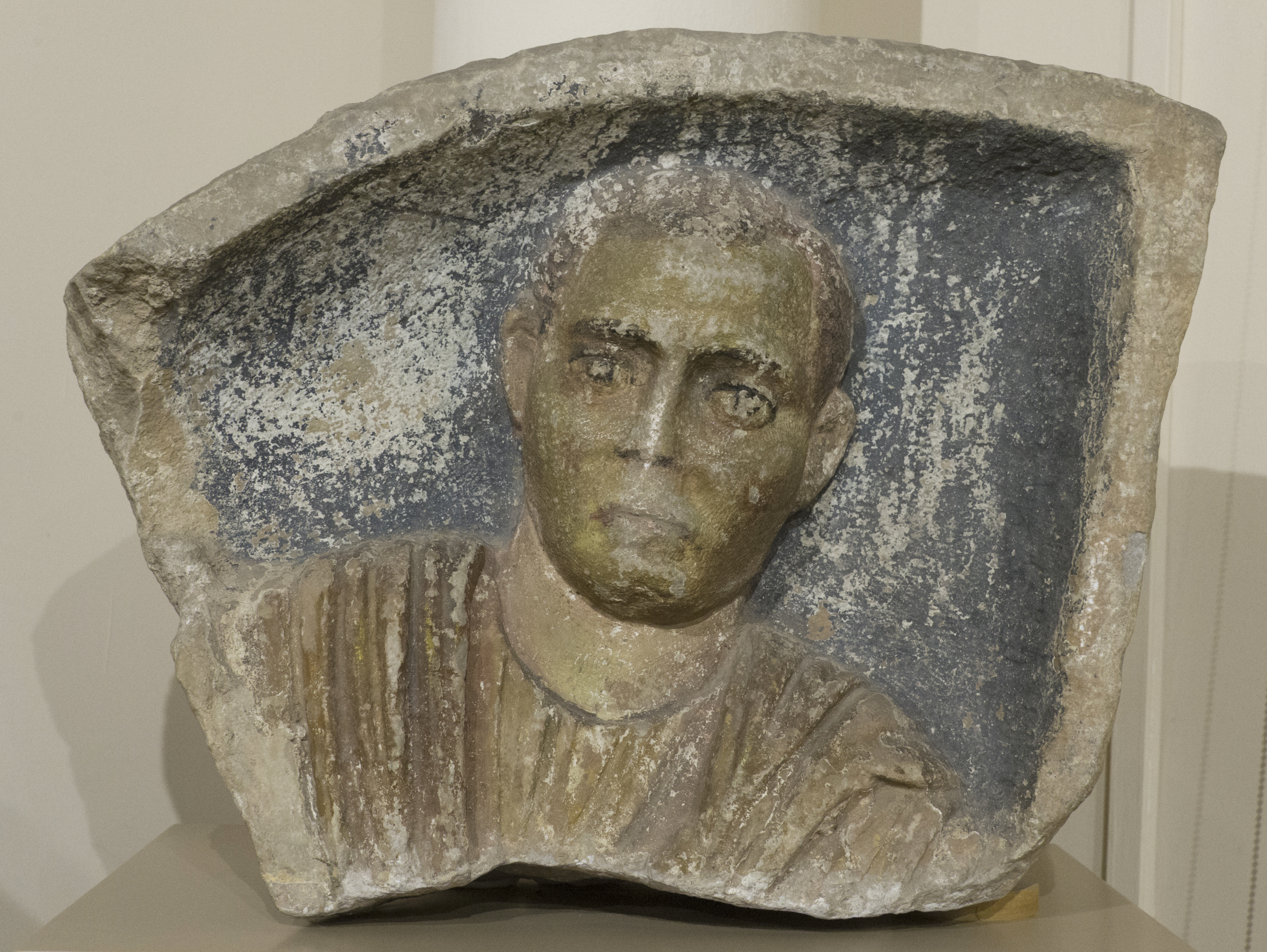
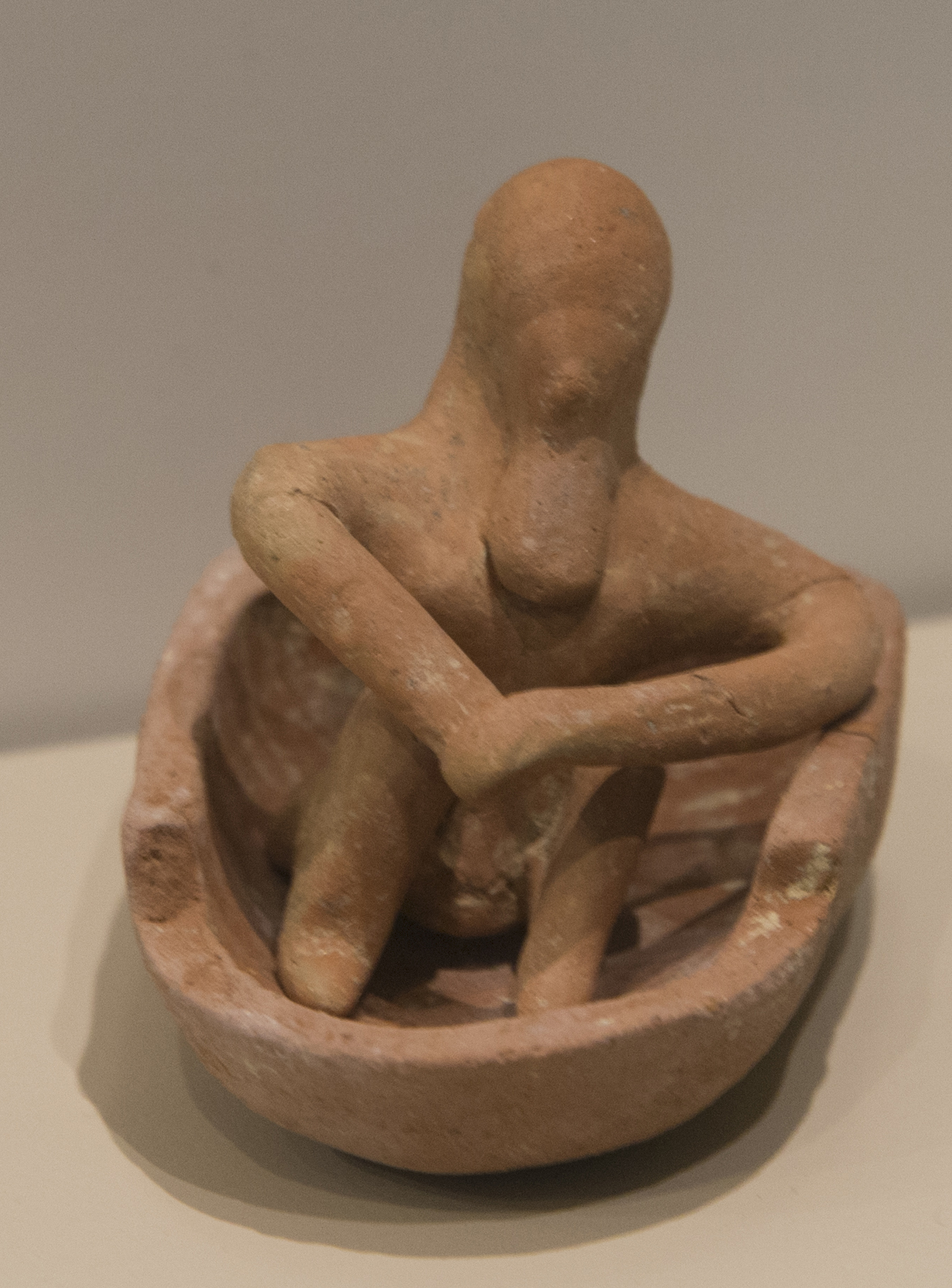